# Campionati del mondo di atletica leggera indoor 2018 - 1500 metri piani femminili
I 1500 metri piani femminili si sono tenuti il 2 ed il 3 marzo. Le 26 atlete sono state divise in 3 batterie.

## Risultati

### Batterie
Le 3 batterie sono partite il 2 marzo.
| Class | Batteria | Nome                | Nazionalità   | Tempo   | Note                          |
| ----- | -------- | ------------------- | ------------- | ------- | ----------------------------- |
| 1     | 3        | Sifan Hassan        | Paesi Bassi   | 4:05.46 | Q,                            |
| 2     | 3        | Winny Chebet        | Kenya         | 4:05.81 | Q,                            |
| 3     | 3        | Rababe Arafi        | Marocco       | 4:06.12 | q                             |
| 4     | 3        | Shelby Houlihan     | Stati Uniti   | 4:06.21 | q,                            |
| 5     | 1        | Genzebe Dibaba      | Etiopia       | 4:06.25 | Q                             |
| 6     | 1        | Laura Muir          | Gran Bretagna | 4:06.54 | Q                             |
| 7     | 1        | Aisha Praught       | Giamaica      | 4:07.51 | q                             |
| 8     | 2        | Beatrice Chepkoech  | Kenya         | 4:09.12 | Q                             |
| 9     | 2        | Colleen Quigley     | Stati Uniti   | 4:09.31 | Q,                            |
| 10    | 2        | Kate van Buskirk    | Canada        | 4:09.42 | Miglior prestazione personale |
| 11    | 2        | Dominique Scott     | Sudafrica     | 4:09.80 |                               |
| 12    | 1        | Marta Pérez         | Spagna        | 4:09.90 |                               |
| 13    | 1        | Gabriela Stafford   | Canada        | 4:09.94 | Miglior prestazione personale |
| 14    | 3        | Dawit Seyaum        | Etiopia       | 4:10.20 |                               |
| 15    | 3        | Linn Nilsson        | Svezia        | 4:10.36 |                               |
| 16    | 1        | Diana Sujew         | Germania      | 4:10.64 |                               |
| 17    | 1        | Luiza Gega          | Albania       | 4:10.65 |                               |
| 18    | 3        | Ciara Mageean       | Irlanda       | 4:11.81 |                               |
| 19    | 2        | Hanna Klein         | Germania      | 4:12.11 |                               |
| 20    | 2        | Eilish McColgan     | Gran Bretagna | 4:13.32 |                               |
| 21    | 1        | Simona Vrzalová     | Rep. Ceca     | 4:14.11 |                               |
| 22    | 2        | Malika Akkaoui      | Marocco       | 4:15.09 |                               |
| 23    | 3        | Aníta Hinriksdóttir | Islanda       | 4:15.73 |                               |
| 24    | 2        | Meraf Bahta         | Svezia        | 4:22.40 | qR                            |
| 25    | 2        | Claudia Bobocea     | Romania       | 4:24.60 |                               |
|       | 1        | Eliane Saholinirina | Madagascar    | DNF     |                               |

### Finale

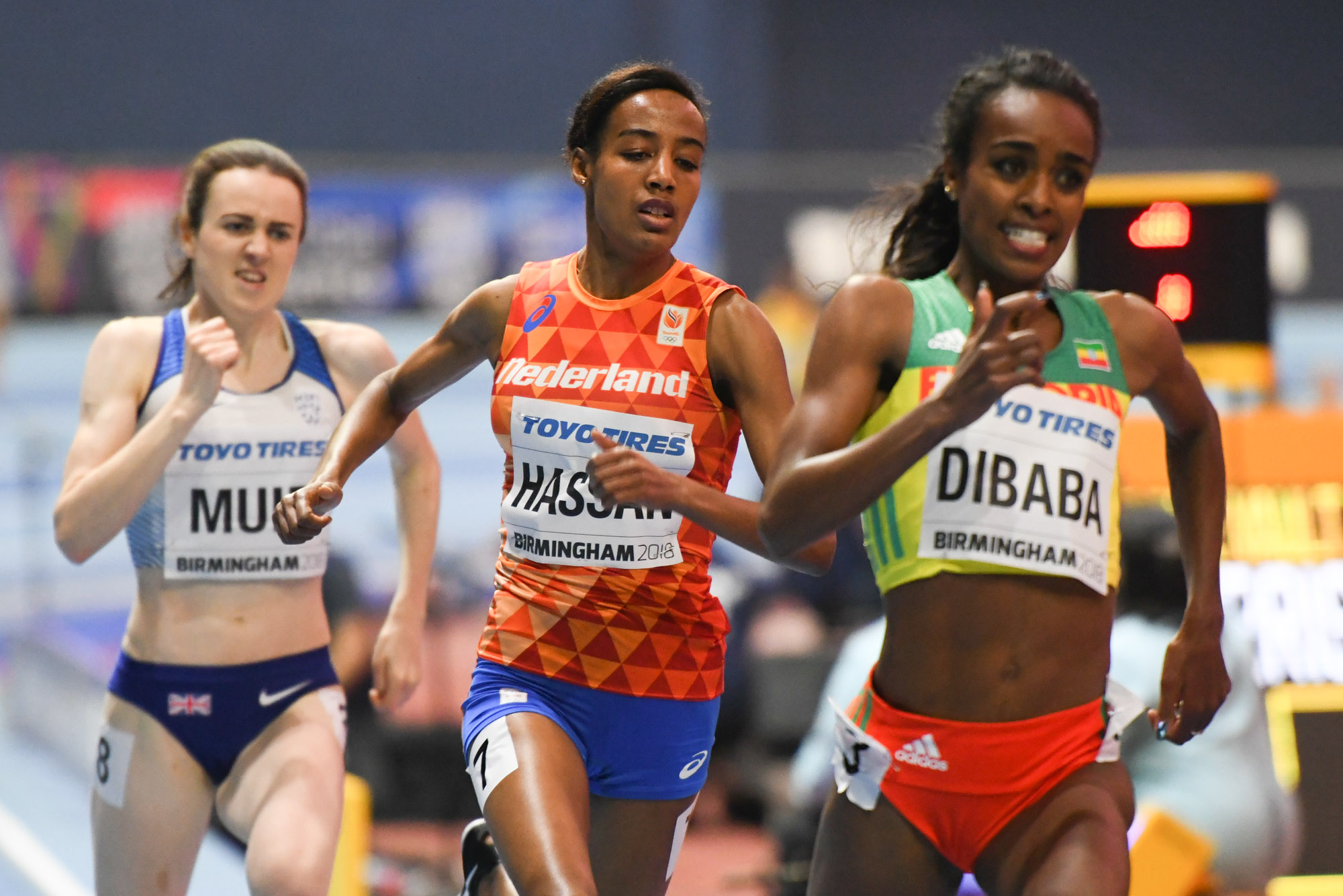
Fase finale della gara

La finale è partita il 3 marzo alle 20:39.
| Pos. | Corsia | Nome               | Nazione       | Tempo   | Note |
| ---- | ------ | ------------------ | ------------- | ------- | ---- |
| 1    | 3      | Genzebe Dibaba     | Etiopia       | 4:05.27 |      |
| 2    | 8      | Laura Muir         | Gran Bretagna | 4:06.23 |      |
| 3    | 7      | Sifan Hassan       | Paesi Bassi   | 4:07.26 |      |
| 4    | 5      | Shelby Houlihan    | Stati Uniti   | 4:11.93 |      |
| 5    | 4      | Winny Chebet       | Kenya         | 4:12.08 |      |
| 6    | 2      | Aisha Praught      | Giamaica      | 4:12.86 |      |
| 7    | 1      | Beatrice Chepkoech | Kenya         | 4:13.59 |      |
| 8    | 9      | Rababe Arafi       | Marocco       | 4:14.94 |      |
| 9    | 6      | Colleen Quigley    | Stati Uniti   | 4:15.97 |      |
| 10   | 10     | Meraf Bahta        | Svezia        | 4:23.05 |      |